# 비셀 고베
비셀 고베(일본어: ヴィッセル神戸 빗세루 고베[*], Vissel Kobe)는 일본 효고현 고베 시를 연고로 하는 J리그 축구팀이다. 비셀은 영어 단어 'Victory'(승리)와 'Vessel'(배)의 합성어로 항구도시인 고베 시를 상징한다
.
또한 라쿠텐이 이 클럽의 주주이다. (주식 100%)

## 역사
1966년에 오카야마현 구라시키 시를 연고지로 가와사키 제철 축구 클럽 창단으로 시작했다. 1994년에 모기업인 가와사키 제철이 J리그를 목표로 고베 시를 연고지로 옮기고 팀명을 비셀 고베로 바꿨다.
1995년 JFL에 참가, 슈퍼마켓 체인 회사인 다이에가 가장 큰 투자자로 나섰으나 1월 17일 고베 지진으로 회사가 큰 타격을 받고 손을 떼자 구단은 시민구단 체제로 개편했다.
1996년 JFL 준우승으로 이듬해 J1으로 승격하고 쭉 남아있었으나, 재정난 때문에 1998년에는 J1리그 참가결정전까지 가는 악전고투 끝에 J1에 잔류했고, 1999년 종합순위 10위와 2000년 천황배 4강이 최고 성적일 정도로 한 차례도 한 자릿수 순위에 들지 못하는 부진에 시달렸다.
2004년 1월, 고베 출신의 미키타니 히로시의 온라인 쇼핑회사인 라쿠텐 산하 크림슨 그룹에게 구단이 매각되었다. 덕분에 터키의 2002년 FIFA 월드컵 3위의 주역 일한 만스즈를 영입하는 등 큰 변화를 주었으나 일한은 3경기 만에 무릎 부상으로 팀을 떠나 큰 실패로 회자되고 있다.
또 미키타니 구단주는 유니폼 변경 문제로 서포터즈들에게 큰 항의를 받았다. 본래 비셀 고베는 흰색 바탕에 검은색 줄무늬의 유니폼을 가지고 있었다. 그러나 미키타니는 유니폼을 자신의 회사인 라쿠텐과 출신 학교인 하버드 비지니스 스쿨 유니폼을 상징하는 색깔인 자홍색(크림슨,Crimson)으로 변경했기 때문이다. 서포터즈는 반대 서명까지 벌이는 등의 항의를 했지만 결국 받아들여지지 않았다.
2005년에 18위로 J2로 강등되었으나 이듬해 J2 3위로 J리그 승강결정전에서 아비스파 후쿠오카를 원정 다득점으로 꺾고 J1으로 재승격했다.
2010년 시즌에도 부진을 면치 못하며 J2로 다시 강등될 위기를 맞았으나 마지막 경기에서 우라와 레드 다이아몬즈를 4:0으로 꺾으며 이 날 교토 상가 FC에게 0-2로 패배한 FC 도쿄를 제치고 극적으로 잔류했다.
2012년 최종순위 16위로 J리그 디비전 2로 강등되었으나 2013년 J리그 디비전 2에서 2위를 차지하며 일 년 만에 J리그 디비전 1로 승격했다.

## 우승 기록
- 2023, 2024년 J1리그 우승
- 2019년 천황배 전일본 축구 선수권 대회 우승

## 선수 명단

### 현역
참고: FIFA 자격 규정에 따라 소속된 국가대표팀 국기를 표시합니다. 선수는 복수의 FIFA 비회원국 국적을 가지고 있을 수 있습니다.
| 번호 | 포지션 | 국적 | 이름          |
| ---- | ------ | ---- | ------------- |
| 3    | DF     |      | 마테우스 툴레 |
| 24   | DF     |      | 사카이 고토쿠 |
| 26   | FW     |      | 지안 페트릭   |

| 번호 | 포지션 | 국적       | 이름               |
| ---- | ------ | ---------- | ------------------ |
| 32   | GK     | 나이지리아 | 리차드 먼데이 우봉 |

## 역대 감독
| 감독                | 임기      |
| ------------------- | --------- |
| 베니토 플로로       | 1998      |
| 이반 하셰크         | 2004      |
| 에메르송 레앙       | 2005      |
| 니시노 아키라       | 2012      |
| 네우시뉴 바프치스타 | 2015~2017 |
| 요시다 다카유키     | 2017~2018 |
| 후안마 리요         | 2018~2019 |
| 요시다 다카유키     | 2019      |
| 토르스텐 핑크       | 2019~2020 |
| 미우라 아쓰히로     | 2020      |
| 미겔 앙헬 로티나    | 2022      |
| 요시다 다카유키     | 2022~     |

## 같이 보기
- 라쿠텐